# Liste der Monuments historiques in Saint-Marc-le-Blanc
Die Liste der Monuments historiques in Saint-Marc-le-Blanc führt die Monuments historiques in der französischen Gemeinde Saint-Marc-le-Blanc auf.

## Liste der Bauwerke
| Bezeichnung      | Beschreibung | Standort | Kennzeichnung | Schutzstatus | Datum | Bild |
| ---------------- | ------------ | -------- | ------------- | ------------ | ----- | ---- |
| Maison de prêtre |              | (Lage)   | PA00090873    | Inscrit      | 1988  |      |

## Liste der Objekte
- Monuments historiques (Objekte) in Baillé in der Base Palissy des französischen Kultusministeriums